# Ptah főpapja

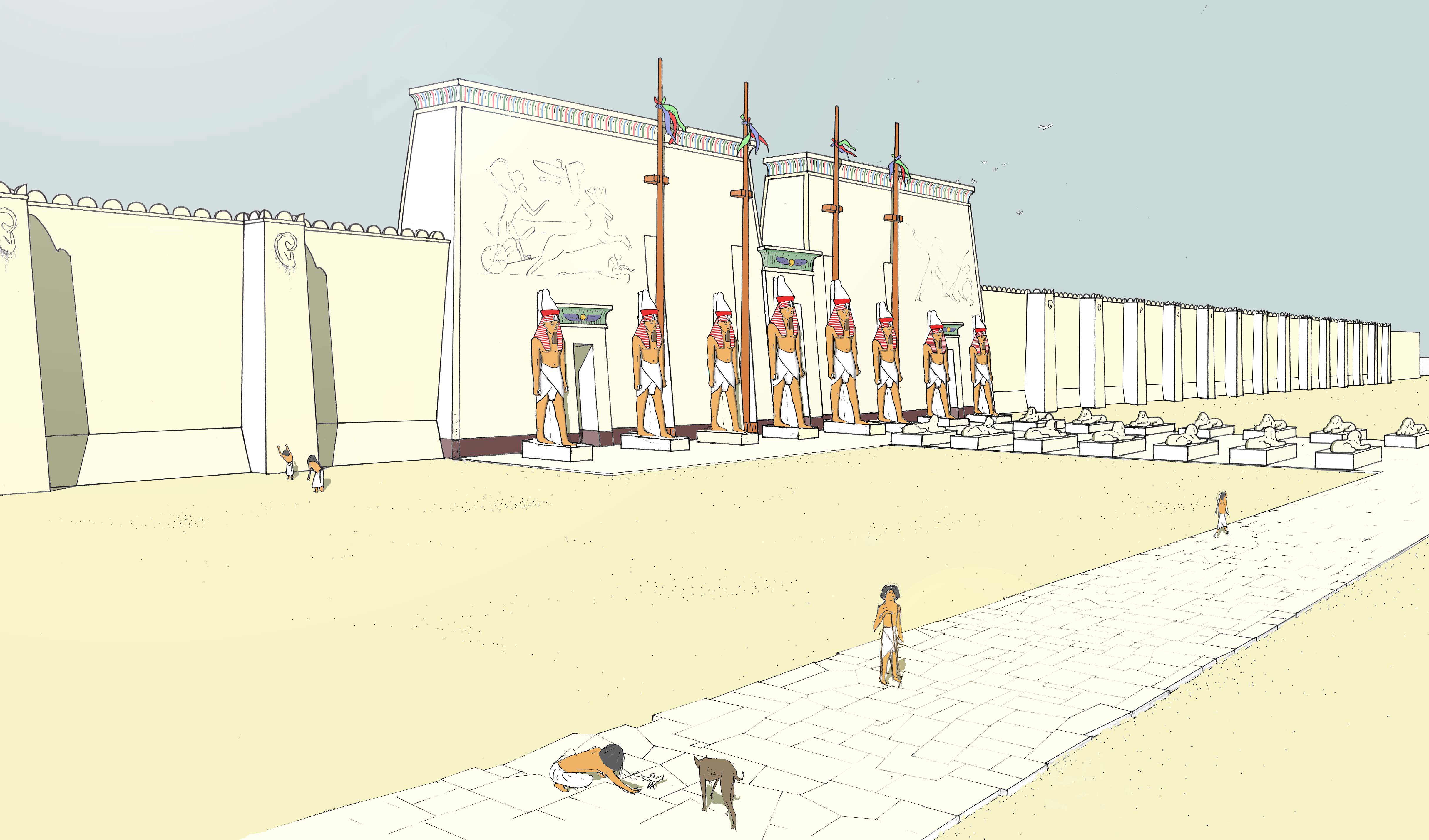
Ptah memphiszi temploma (rekonstrukció)

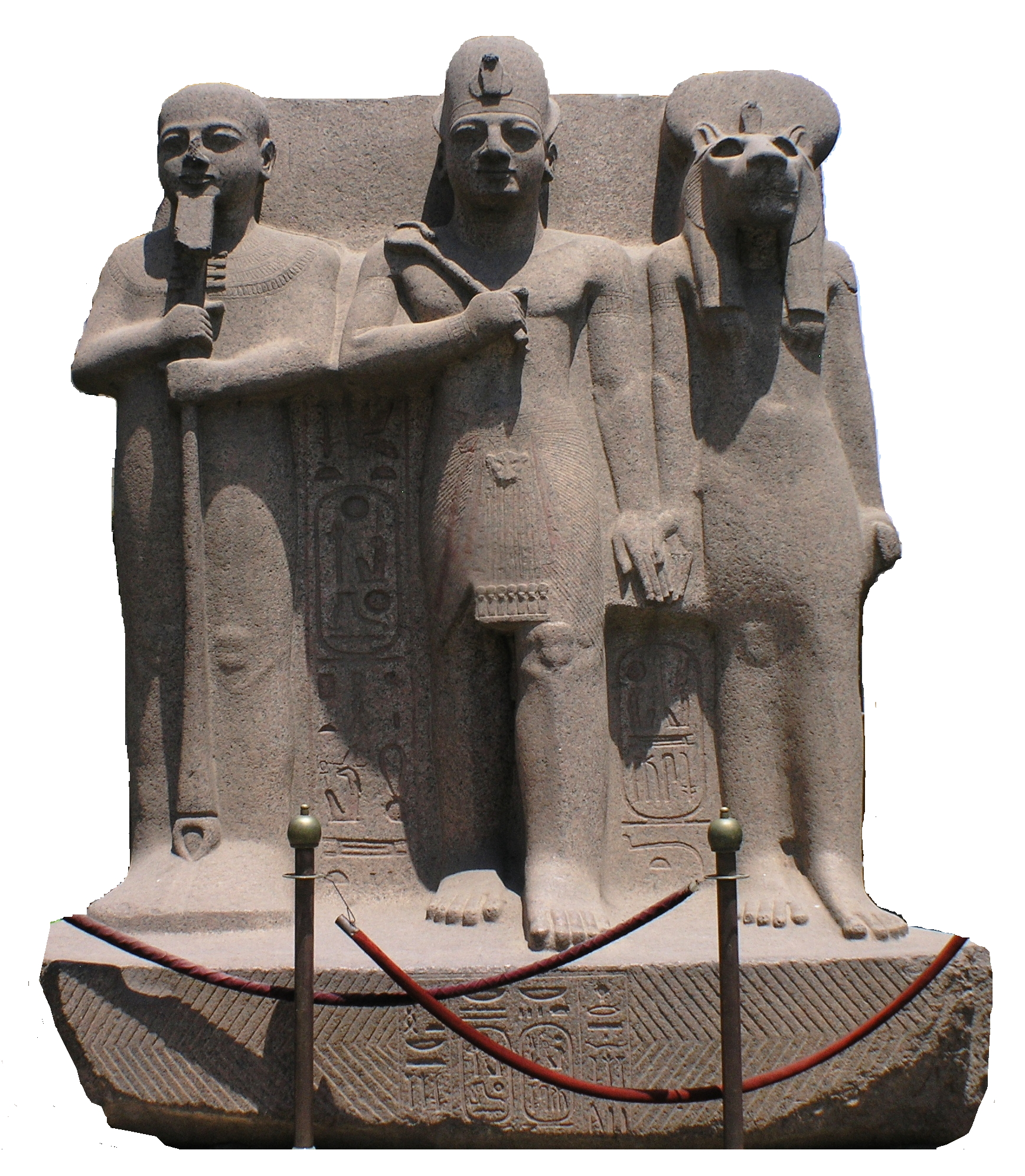
II. Ramszesz Ptah és Szahmet között

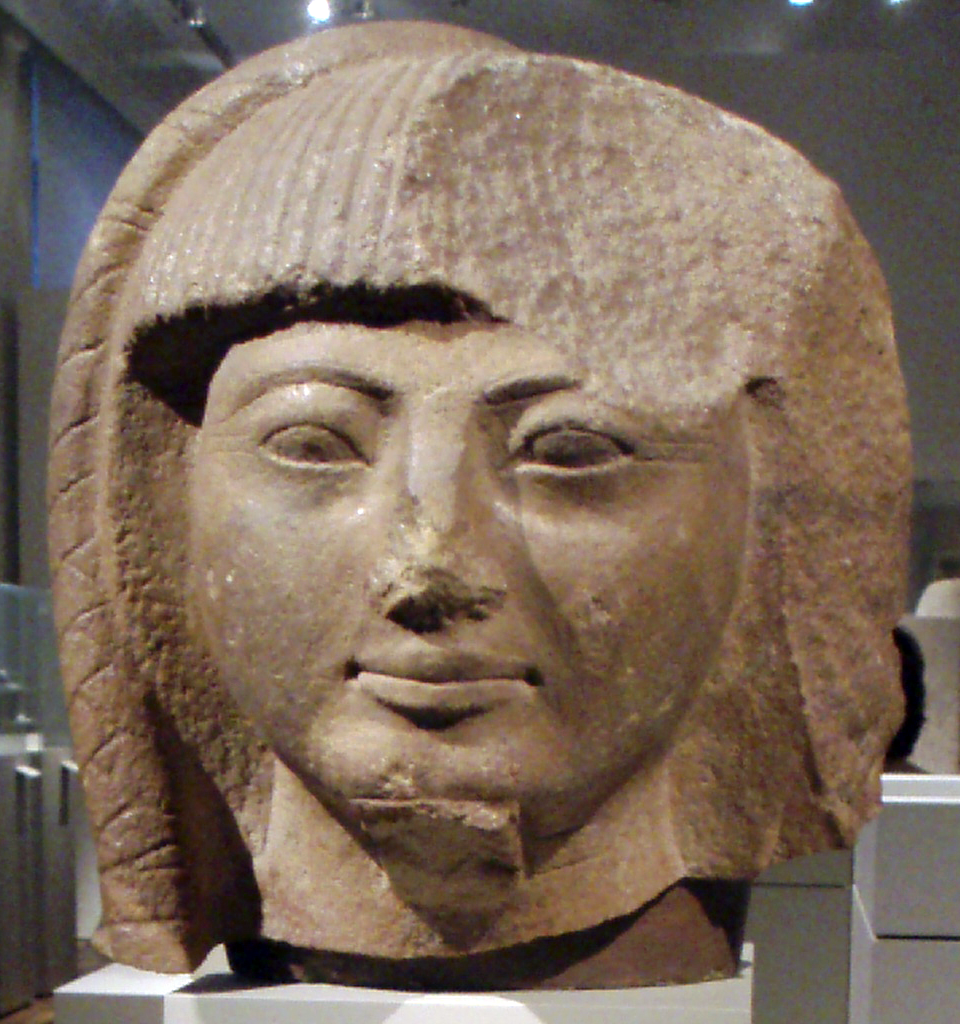
Haemuaszet herceg, II. Ramszesz fia szem-papként

Ptah főpapja magas rangú főpap volt az ókori Egyiptomban. Gyakori címe „a kézműves mesterek legnagyobbika” (wr ḫrp ḥmwt), amely Ptahnak a kézművesek patrónusaként betöltött szerepére utal. A főpap székhelye az isten kultuszának legfőbb központjában, Memphiszben volt; a város nagy templomát Ptahnak, hitvesének, Szahmetnek és fiuknak, Nofertumnak szentelték. II. Ramszesz idejében hatalmas templomegyüttes épült Ptahnak; ez akkoriban Egyiptom egyik legnagyobb templomegyüttese volt. Keveset tártak fel belőle, mert túl közel fekszik a mai Mit Rahina városhoz.
Ptah főpapjait már a IV. dinasztia idején említik; egy Debhen nevű nemesember például sírjában beszámol Menkauré fáraó látogatásáról épülő piramisához, egy tengerészparancsnok és Ptah két főpapja kíséretében. Ptahnak a VI. dinasztia koráig volt két főpapja; valószínűleg I. Pepi uralkodása alatt vonták össze a két pozíciót eggyé. Szabu, más néven Tjeti említi szakkarai sírjában, hogy „őfelsége kinevezett engem Memphisz főpapjává, egyedül (…) a Ptah, az ő falától délre templom minden szöglete az én irányításom alá került, bár korábban sosem volt Ptahnak csak egy főpapja.”
Ptah főpapja gyakran viselte a „Ptah szem-papja” címet is. Ebben a minőségében rövid parókával, oldalfürttel ábrázolták, és párducbőrt viselt.

## Ptah ismert főpapjai
| Főpap                             | Fáraó                            | Dinasztia | Megjegyzés |
| --------------------------------- | -------------------------------- | --------- | --- |
| Ptah-Du-Au                        |                                  | IV        | |
| Ptahsepszesz                      | Menkauré–Niuszerré               | IV-V      | |
| Ranofer                           | Sepszeszkaf, Uszerkaf            | V         | |
| Kanofer                           | Szahuré                          | V         | |
| Huiptah                           | Noferirkaré                      | V         | |
| II. Ptahsepszesz                  | Unisz                            | V         | |
| Szabu, más néven Ibebi            | Unisz, Teti                      | V-VI      | |
| Szabu, más néven Tjeti            | Teti, I. Pepi                    | VI        | |
| Szabu, más néven Kem              | Teti, I. Pepi                    | VI        | |
| Ptahemheb                         |                                  | XI        | |
| Szehotepibré-anh                  | I. Szenuszert                    | XII       | |
| Szenuszert-anh                    | I. Szenuszert (?)                | XII       | |
| Hakauré-anh                       | II. Amenemhat                    | XII       | |
| Nebkauré-anh                      | III. Szenuszert                  | XII       | |
| Uahet                             | III. Szenuszert                  | XII       | |
| Nofertum                          |                                  | XII       | |
| Szehotepibréanh-nedzsem           | III. Szenuszert, III. Amenemhat  | XII       | |
| Nebpu                             | III. Amenemhat                   | XII       | |
| …hotepibré Seri                   | III. Amenemhat                   | XII       | |
| Impi                              | III. Amenemhat, IV. Amenemhat    | XII       | |
| Szergem                           | Kakauré Ibi                      | XIII      | |
| Szobekhotep                       |                                  |           | Egy szoborról és egy pecsétről ismert. |
| Szenebui                          |                                  | XII-XIII  | |
| Szeneber…                         |                                  |           | Egy lahúni papiruszról ismert. |
| II. Impi                          |                                  |           | |
| Ptahemhat                         |                                  | XV        | |
| Pahemred                          | I. Amenhotep                     | XVIII     | |
| Szennofer                         | I. Amenhotep                     | XVIII     | |
| I. Ptahmosze                      | III. Thotmesz                    | XVIII     | |
| II. Ptahmosze                     | IV. Thotmesz, III. Amenhotep (?) | XVIII     | |
| Penbenebesz                       | III. Amenhotep                   | XVIII     | Csak az Anhefenszahmet genealógiája sztéléről ismert.                                                                                     |
| Wermer                            | III. Amenhotep                   | XVIII     | Csak az Anhefenszahmet genealógiája sztéléről ismert.                                                                                     |
| Ptahmosze, Thotmesz fia           | III. Amenhotep                   | XVIII     | |
| Ptahmosze, Menheper fia           | III. Amenhotep                   | XVIII     | |
| Thotmesz herceg                   | III. Amenhotep                   | XVIII     | |
| Pahemneter                        | III. Amenhotep                   | XVIII     | Ptahmoszénak (Menheper fiának) a fia |
| Ptahemhat Ti                      | Tutanhamon, Ay                   | XVIII     | |
| Meriptah                          | Ay, Horemheb (?)                 | XVIII     | |
| Szokaremszaf                      | I. Széthi                        | XIX       | Csak az Anhefenszahmet genealógiája sztéléről ismert.                                                                                     |
| Netjeruihotep                     | I. Széthi                        | XIX       | |
| Iri-Iri                           | II. Ramszesz                     | XIX       | |
| Hui                               | II. Ramszesz                     | XIX       | |
| Pahemneter                        | II. Ramszesz                     | XIX       | |
| Didia                             | II. Ramszesz                     | XIX       | |
| Haemuaszet herceg                 | II. Ramszesz                     | XIX       | |
| Paréhotep                         | II. Ramszesz                     | XIX       | |
| Noferronpet                       | II. Ramszesz                     | XIX       | |
| Hori                              | II. Ramszesz, Merenptah          | XIX       | |
| Ijri                              | II. Széthi                       | XIX       | |
| Ptahemhat                         | III. Ramszesz                    | XX        | |
| Noferronpet                       | IX. Ramszesz                     | XX        | |
| Ptahemahet                        |                                  | XXI       | |
| I. Asahet                         | Amenemniszu                      | XXI       | Csak Anhefenszahmet genealógiájáról ismert.                                                                                               |
| I. Pipi                           | I. Paszebahaenniut               | XXI       | Anhefenszahmet genealógiájáról és egy, a Louvre-ban őrzött genealógiáról ismert. Asahet fia.                                              |
| Harsziésze                        | I. Paszebahaenniut               | XXI       | Anhefenszahmet genealógiájáról és egy, a Louvre-ban őrzött genealógiáról ismert. Pipi fia.                                                |
| Netjerheperré Meriptah (II. Pipi) | I. Paszebahaenniut–Sziamon       | XXI       | |
| II. Asahet                        | Sziamon, II. Paszebahaenniut     | XXI       | Anhefenszahmet genealógiájáról és egy, a Louvre-ban őrzött genealógiáról ismert. II. Pipi fia.                                            |
| Anhefenszahmet                    | Sziamon                          | XXI       | II. Asahet fia. |
| Sedszunofertum                    | I. Sesonk                        | XXI-XXII  | Anhefenszahmet fia. |
| Sesonk                            | I. Oszorkon                      | XXII      | |
| Oszorkon                          | I. Oszorkon–II. Oszorkon         | XXII      | |
| Sesonk                            | II. Oszorkon                     | XXII      | |
| Merenptah                         | II. Takelot                      | XXII      | |
| Takelot                           | II. Takelot, III. Sesonk         | XXII      | |
| Pediésze                          |                                  | XXII      | |
| Peftjauibaszt                     |                                  | XXII      | |
| Harsziésze                        | Pami                             | XXII      | |
| II. Anhefenszahmet                | IV. Sesonk                       | XXII      | |
| Pedihonsz (?)                     |                                  | XXV       | |
| Pedepep                           | I. Pszammetik                    | XXVI      | |
| Peftemauibaszt                    |                                  |           | |
| Nesziszti-Pedubaszt               |                                  | Ptol.     | I. Amenhór és Renpetnofret fia. Feleségei Renpetnofret és Noferszobek. Gyerekei: Pedubaszt, Honsziu, II. Amenhór, Nofertiti és Noferibré. |
| I. Pedubaszt                      |                                  | Ptol.     | Nesziszti és Noferszobek fia. |
| II. Amenhór                       |                                  | Ptol.     | Nesziszti és Noferszobek fia. Felesége Heranh. Gyerekei Dzsedhór, Horemahet és talán Horemhotep.                                          |
| Dzsedhór                          |                                  | Ptol.     | Amenhór és Heranh fia |
| Horemahet                         |                                  | Ptol.     | Amenhór és Heranh fia |
| Nesziszti                         |                                  | Ptol.     | Hóremahet és Nofertiti fia |
| II. Pedubaszt                     |                                  | Ptol.     | Paserienptah és Taimhotep fia |
| II. Paserienptah                  |                                  | Ptol.     | II. Pedubaszt fia |
| III. Pedubaszt                    |                                  | Ptol.     | II. Pedubaszt és Bereniké fia, talán VIII. Ptolemaiosz unokája                                                                            |
| III. Paserienptah                 |                                  | Ptol.     | III. Pedubaszt és Heranh Beludzse fia |
| Imhotep-Pedubaszt                 |                                  | Ptol.     | III. Paserienptah és Taimhotep fia |
| I. Paserienamon                   |                                  | Ptol.     | III. Paserienptah sógora, Hahapi és Heranh fia                                                                                            |
| II. Paserienamon                  |                                  | Ptol.     | előző és Taneferher fia |

## Fordítás
- Ez a szócikk részben vagy egészben  a   High Priest of Ptah című angol Wikipédia-szócikk ezen változatának fordításán alapul.  Az eredeti cikk szerkesztőit annak laptörténete sorolja fel. Ez a jelzés csupán a megfogalmazás eredetét és a szerzői jogokat jelzi, nem szolgál a cikkben szereplő információk forrásmegjelöléseként.